# 蒙达多利宫
蒙达多利宫（Palazzo Mondadori）是位于意大利米兰郊外塞格拉泰的一座办公建筑。该建筑由巴西建筑师奥斯卡·尼迈耶设计，于1970年至1975年间建造，作为意大利最大的出版公司之一阿诺尔多·蒙达多利出版社的总部。
蒙达多利宫被认为是尼迈耶在欧洲最重要的作品之一，展现了他标志性的曲线造型和雕塑感，代表了对伊塔马拉蒂宫（位于巴西利亚的外交部总部）首次探索的理念的进一步发展。蒙达多利宫的裸混凝土拱门下悬挂着玻璃办公区。

## 历史
蒙达多利宫的委托项目源于乔治·蒙达多利（当时是出版公司的总裁）于1965年参观尼迈耶在巴西利亚设计的外交部大楼后，对其设计印象深刻。当时，蒙达多利正计划建造新的总部大楼，因为公司在意大利战后经济繁荣期间快速发展，员工人数从1950年的335人增加到1965年的3,000人。
尼迈耶于1968年受聘设计新建筑，他最初提出了一个曲线形方案，类似于他在圣保罗设计的科潘大厦。然而，最终设计是一个长方形建筑，配有独特的混凝土柱廊。1970年，项目在塞格拉泰靠近米兰机场的36公顷地块上开工建设，该地块被出售给忠利保险，然后租回给蒙达多利。
建筑的结构工程由布鲁诺·孔塔里尼设计，在原本的工程方案证明不可行后，他提出了一个创新的悬挂系统，用于支撑尼迈耶标志性混凝土拱门下的悬臂式玻璃盒。巨大的拱门是使用25米高的钢管模板浇筑而成，这是一项工程挑战，需要足够有弹性的基础来承受不均匀的负荷。幕墙玻璃外立面由外部的青铜色玻璃和内部的透明玻璃组成，中间有空气层以减少热量吸收。经过4年的复杂建设，总部于1975年落成启用。

## 设计
蒙达多利宫由三个主要元素组成，这些元素从景观设计师彼得罗·波尔西奈设计的人工湖中升起——一个由五层楼高的玻璃盒子，在波浪形混凝土拱门下悬挂，容纳办公室和编辑部，以及两个较小的、形状更有机的曲线辅助建筑。
尼迈耶巴西利亚外交部的影响在混凝土拱形柱廊中明显可见，但实现方式有所不同。蒙达多利宫中的38米宽、200米长的玻璃盒并非直接置于地面，而是完全悬挂在上方的拱门之下，内部是灵活的开放式办公空间，浮在水面上方13米处。这创造了一种轻盈感，与混凝土的坚实形成对比。
巨大的混凝土拱门呈现不规则的波浪节奏，与巴西利亚规则的模块化间隔不同。尼迈耶曾表示：
"任何参观蒙达多利总部的人都会感到惊讶，因为从来没有人见过一个拱门彼此不同的柱廊。"
这种不规则的柱廊被比作"音乐节奏"，是尼迈耶设计中最独特的元素之一。
建筑体现了尼迈耶的"塑性象征主义"，将曲线混凝土结构与美学形式无缝融合，这在传统材料中是不可能实现的。蒙达多利宫代表了建筑师、结构工程师和承包商之间富有成效的合作，这也是尼迈耶许多项目的特点。
在入口前的人工湖中，矗立着一座名为"大页柱"（意大利语："Colonna dai grandi fogli"）的大型钢铁雕塑，由艺术家阿纳尔多·波莫多罗创作，致力于表现交流的力量。

## 意义
蒙达多利宫被认为是现代主义建筑的重要典范，也是尼迈耶的主要作品之一。其设计探索了宏伟、塑性以及建筑与湖畔环境之间关系的理念。建筑评论家称赞其巨大悬臂拱门和悬挂玻璃盒的结构大胆和美学力量。
2007年，建筑师韦尔纳·奇奥尔设计的毗邻蒙达多利宫的扩建工程完工，增加了两个新翼并翻修了特雷加雷佐农舍。

## 图库

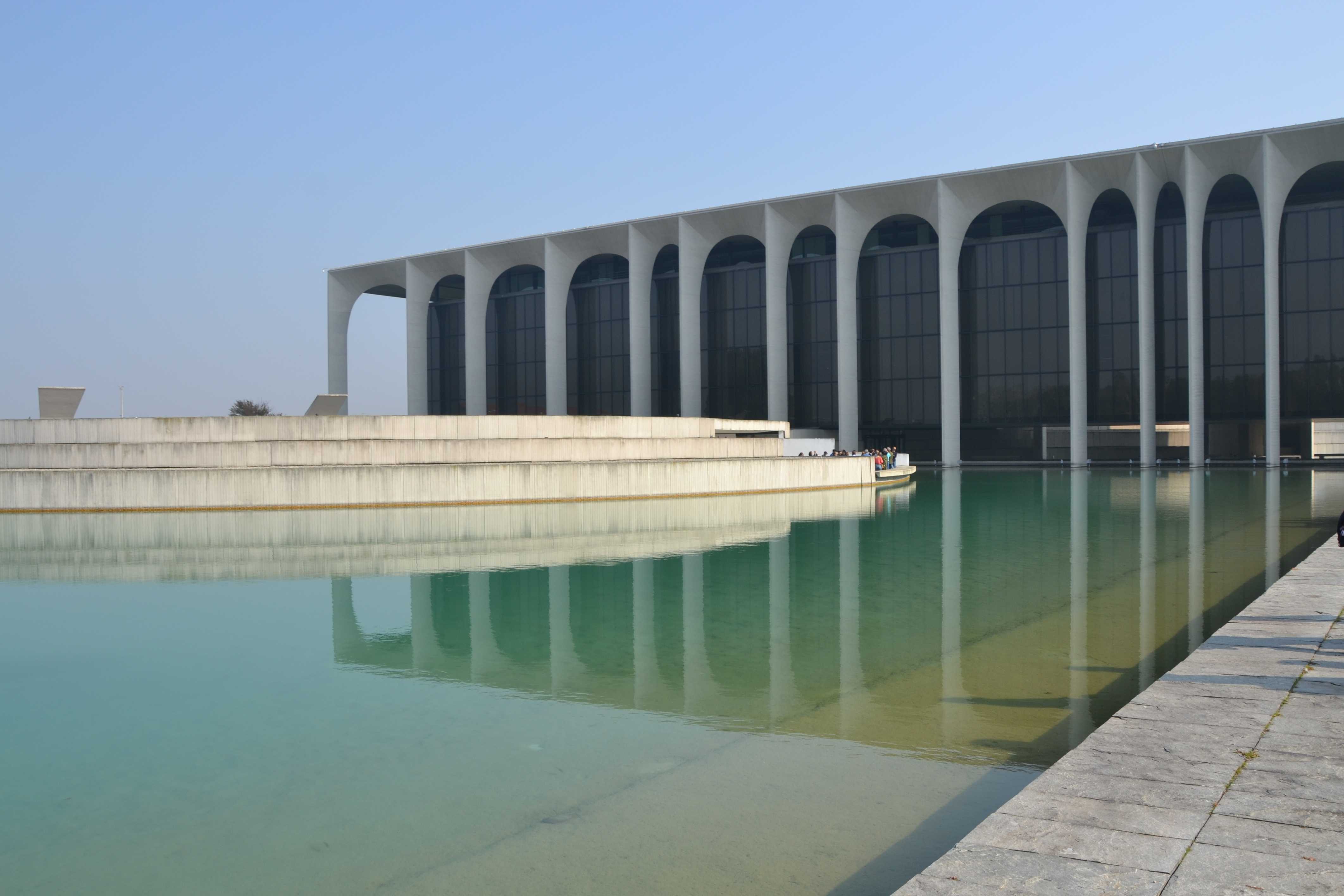
建筑正面及其拱门跨度不一的柱廊
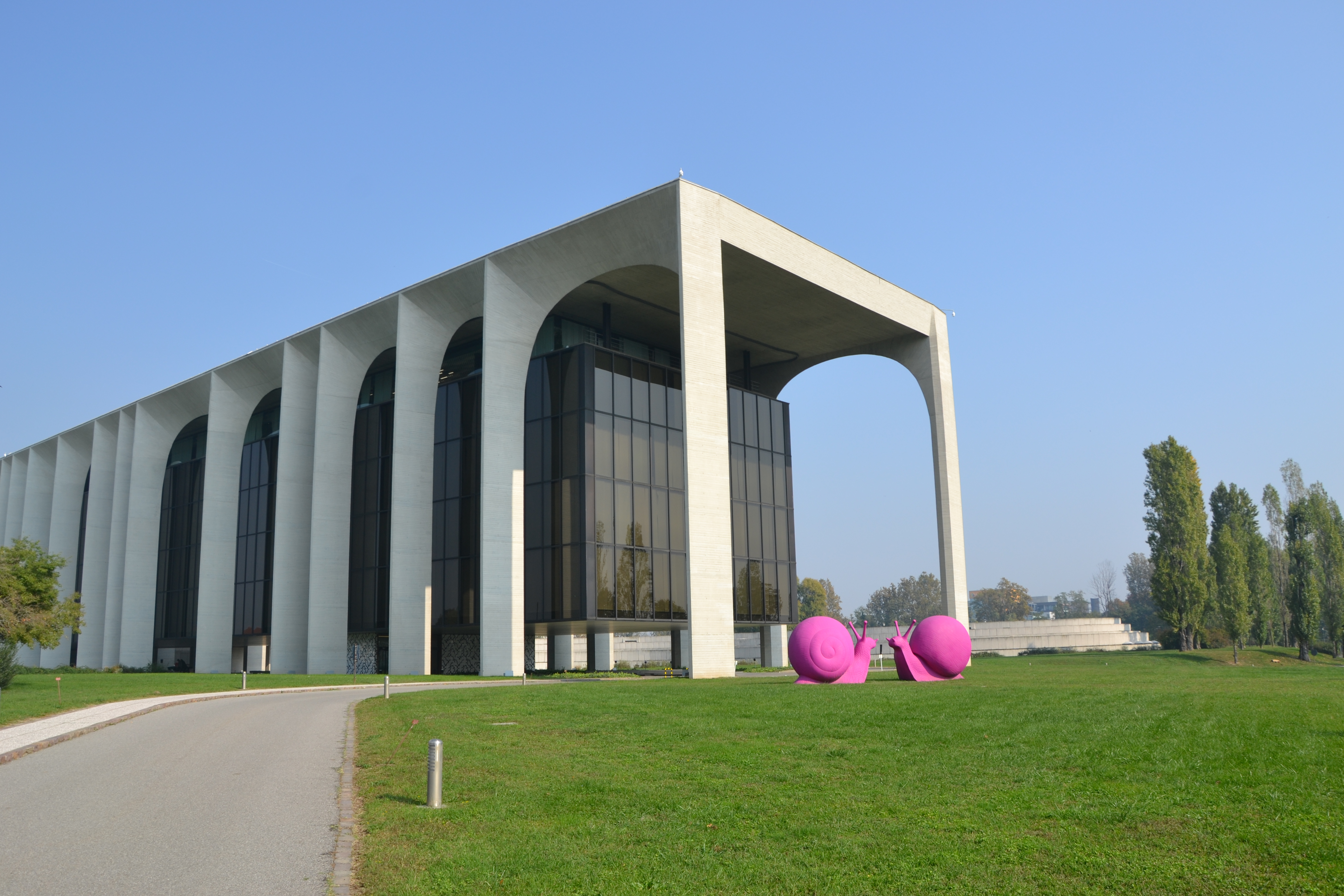
建筑入口处的门廊
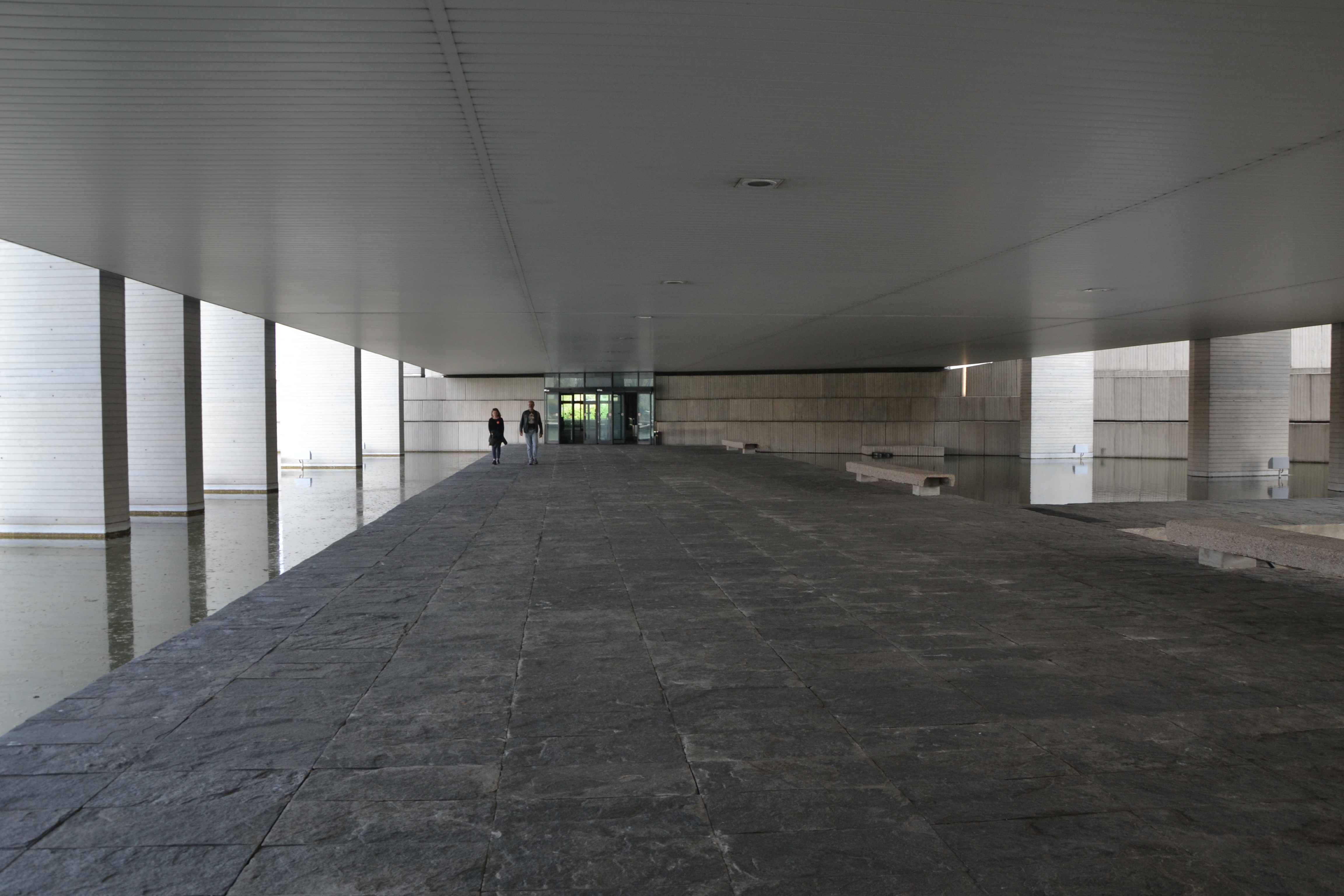
悬挂办公区下方的开放式地面层
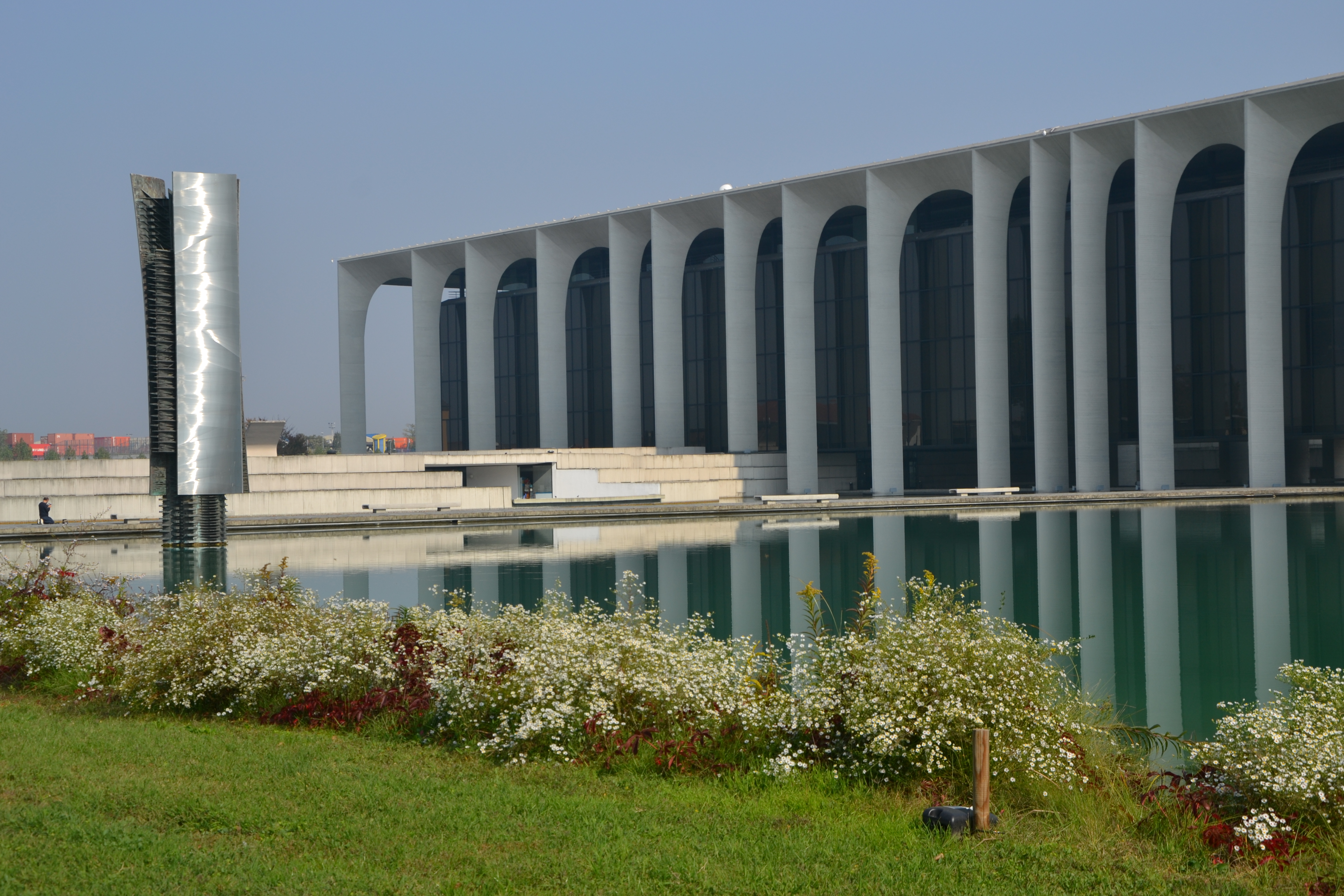
由阿尔纳尔多·波莫多罗创作的"大页柱"雕塑，悬挂在建筑前方的反光池上方